# 223 (liczba)
223 (dwieście dwadzieścia trzy) – liczba naturalna następująca po 222 i poprzedzająca 224.

## W nauce
- galaktyka NGC 223

## W kalendarzu
223. dniem w roku jest 11 sierpnia (w latach przestępnych jest to 10 sierpnia). Zobacz co się wydarzyło w roku 223 oraz w roku 223 p.n.e.